# Privilegivm
Privilegivm ist das vierte Studioalbum der deutschen Black-Metal-Band Secrets of the Moon. Es erschien am 18. September 2009 in Deutschland und Österreich, drei Tage später weltweit. Zwischen dem Vorgängeralbum Antithesis und diesem verließen mehrere Mitglieder die Band, während die Bassistin LSK bei der Band einstieg.

## Cover
Das Titelbild, das von einem Rezensenten den „Preis für das meiste Schwarz auf einem Cover“ erhielt, stammt vom französischen Künstler Metastazis. Es zeigt einen ausgehöhlten schwarzen Apfel vor schwarzem Hintergrund, über dem Apfel ist das Band-Logo in weiß zu sehen, darunter der Titel des Albums, ebenfalls in weiß. Laut der Band stellt es einen „Apfel mit einem schwarzen Loch“ dar.

## Stil und Inhalt
Anstatt einer schlechten Produktion mit „Kreissägen-Gitarren“ verfolgt dieses Album einen ruhigeren Ansatz. Die Riffs basieren auf einfachen Powerchords, das Schlagzeug ist „langsam“ und „stampfend“. Das Album enthält Einflüsse aus dem Doom Metal. Die Musik ist „kräftig“, sie wird als „progressiv“ beschrieben. Die Website avantgarde-metal.com sieht im Album das Genre „Dooth Metal“ erschaffen, womit „Doom Metal, der in Richtung Death Metal geht, den Schritt aber nicht ganz vollendet“ gemeint ist. Die Band beschränkt sich bei Privilegivm nicht mit den „Genre-Standards Blastbeat, einfacher Struktur und Satanismus“. Obwohl das Album nicht als repetitiv bezeichnet werden kann, kehren einige Elemente immer wieder.

## Rezeption
Privilegivm wurde insgesamt sehr positiv aufgenommen; so vergab die Website sputnikmusic.com für das Album die Wertung „exzellent“, während Jonathan Smith von der Website hellbound.ca das Album für eines der „stärksten diesjährigen Alben“ hält. Es wurde vom Rock Hard in die Liste der „250 Black-Metal-Alben, die man kennen sollte“ aufgenommen. Der Metal-Hammer-Redakteur Gunnar Sauermann bezeichnete es als eines der besten Black-Metal-Alben des Jahres.

## Titelliste
1. Privilegivm
2. Sulphur
3. Black Halo
4. I Maldoror
5. Harvest

Part I: I Forgive Myself
Part II: The Tree of Life
Part III: Exsultet
1. For They Know Not
2. Queen Among Rats
3. Descent (instrumental)
4. Shepherd